# Marché de Nõmme
Le marché de Nõmme (en estonien : Nõmme turg) est un marché à Tallinn en Estonie.

## Histoire
Le marché est situé dans le quartier de Nõmme de l'arrondissement de Nõmme.
Le marché a été fondé en 1908 . 
Le bâtiment du marché de Nõmme a été conçu par l'architecte Robert Natus et le marché y a ouvert en 1930. 
Le bâtiment a été restauré en 2009.  
Le bâtiment, restauré selon les plans originaux, a reçu un nouveau toit, des fenêtres, des portes et un revêtement extérieur. 
Le constructeur était Raketis Grupp OÜ. 
Le bâtiment du marché rénové a été inauguré le 10 octobre 2009. 
Début 2010, plus de 30 marchands vendaient dans le bâtiment du marché,  principalement des produits carnés et des légumes. 
Il y avait un petit café au deuxième étage . Il y avait une petite fontaine en pierre au milieu du bâtiment du marché.
En fin de soirée du 29 avril 2010 , le bâtiment a pris feu et a brûlé presque entièrement en une heure environ.
Nõmme Heakorra Selts a lancé une collecte de fonds pour financer la restauration du bâtiment. 
Lorsque le bâtiment a été restauré, son extérieur a été préservé, mais la structure a été rendue plus résistante au feu. 
Le bâtiment du marché restauré a été inauguré le 27 novembre 2010,.

## Accès
Près du marché de Nõmme se trouve l'arrêt de transport en commun Nõmme, où s'arrêtent les bus 10 , 27 , 23 , 33 et 36 .

## Galerie

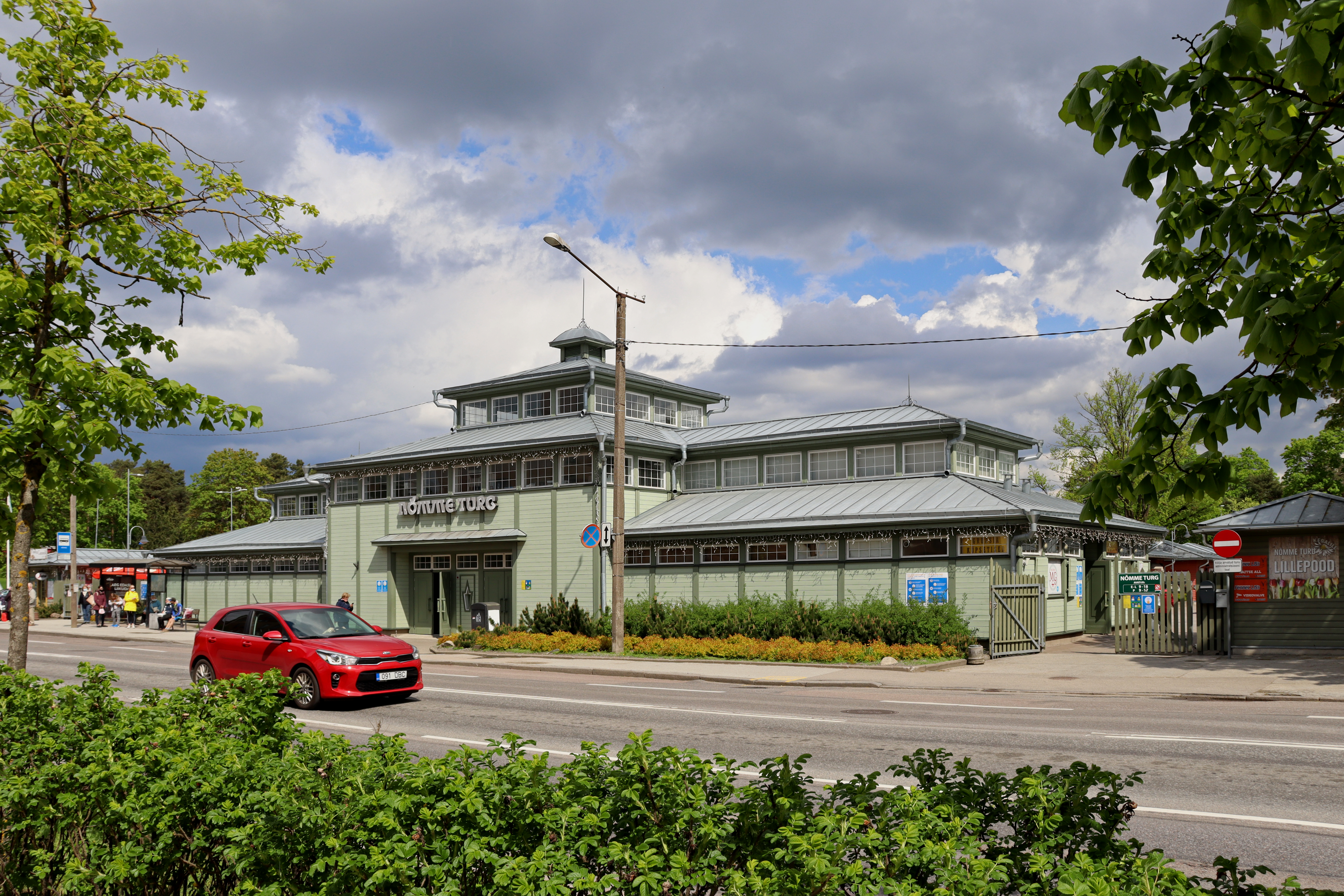
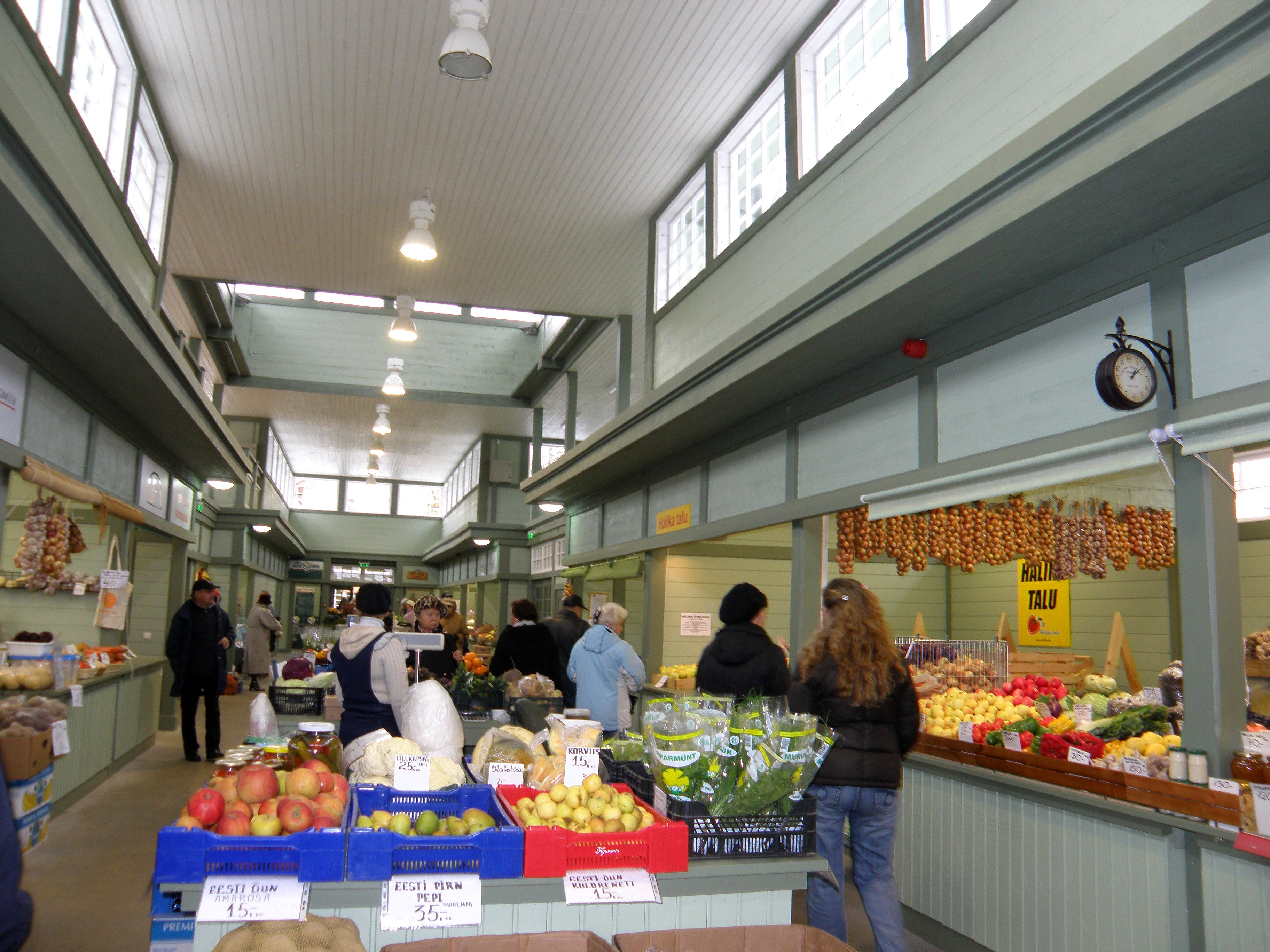
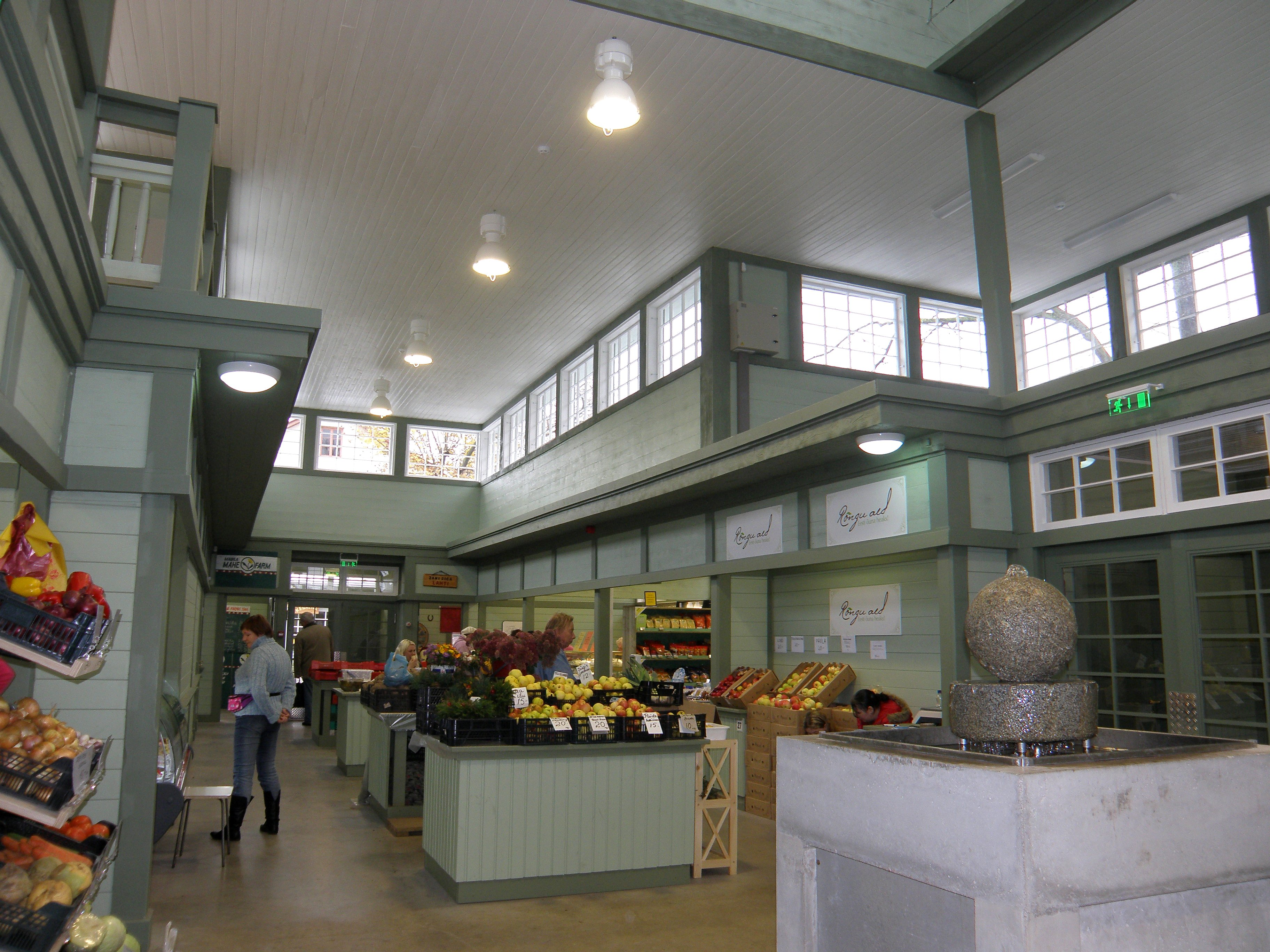
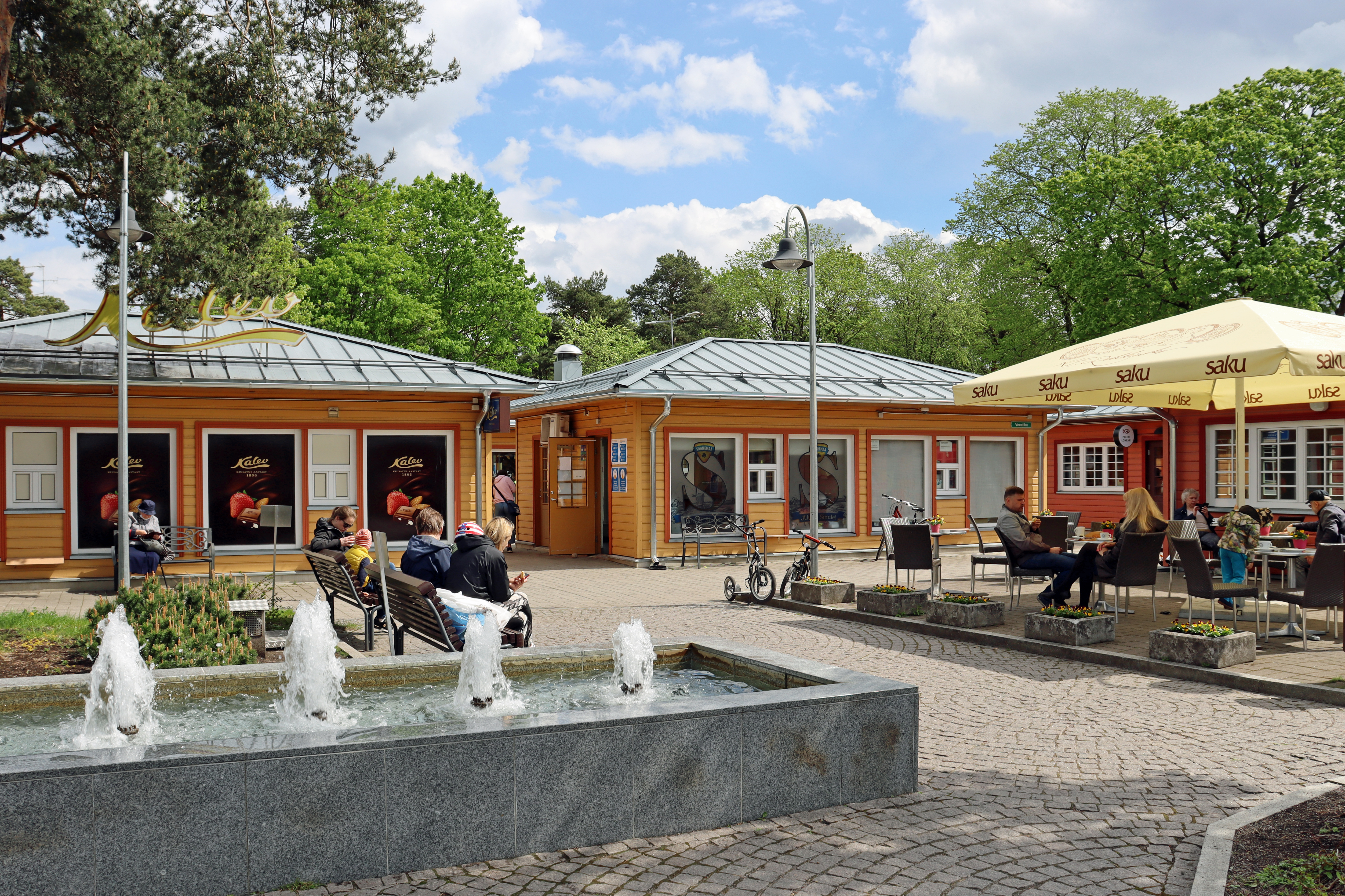